# Comuna Zalujjea, Muncaci
Zalujjea (în ucraineană Залужжя) este o comună în raionul Muncaci, regiunea Transcarpatia, Ucraina, formată din satele Romocevîțea și Zalujjea (reședința).

## Demografie
Componența lingvistică a comunei Zalujjea
     Ucraineană (98,91%)
     Alte limbi (1,03%)
Conform recensământului din 2001, majoritatea populației comunei Zalujjea era vorbitoare de ucraineană (98,91%), existând în minoritate și vorbitori de alte limbi.